# Mount Afflick
Mount Afflick ist ein 1582 m hoher Berg mit zahlreichen Graten, der rund 5 km westlich des Mount Bunt in der Aramis Range der Prince Charles Mountains im ostantarktischen Mac-Robertson-Land aufragt.
Teilnehmer der Australian National Antarctic Research Expeditions lokalisierten ihn anhand von Luftaufnahmen aus dem Jahr 1960. Das Antarctic Names Committee of Australia (ANCA) benannte ihn nach Gordon Maitland Afflick, Wetterbeobachter auf der Mawson-Station im Jahr 1965.